# Beaupuy, Lot-et-Garonne

Beaupuy este o comună în departamentul Lot-et-Garonne din sud-vestul Franței. În 2009 avea o populație de 1.426 de locuitori.

## Evoluția populației
| An        | 1975 | 1982 | 1990  | 1999  | 2006  | 2009  |
| --------- | ---- | ---- | ----- | ----- | ----- | ----- |
| Populație | 739  | 964  | 1.050 | 1.028 | 1.294 | 1.426 |